# مسابقات باشگاهی ماریانا
مسابقات باشگاهی ماریانا یک رقابت فوتبال بین باشگاه‌های گوآم و جزایر ماریانای شمالی است. این مسابقات که در سال ۲۰۲۳ تأسیس شد، شامل قهرمان جی‌لیگ بادویزر و لیگ فوتبال ۱ ماریانا می‌شود. هدف این است که تا سال ۲۰۲۶ تعداد باشگاه‌ها به چهار باشگاه افزایش یابد. این رقابت‌ها توسط فدراسیون فوتبال شرق آسیا تأیید شده است.

## تاریخچه
در سال ۲۰۲۳، این رقابت آزمایشی به عنوان بخشی از برنامه چهار ساله دپارتمان مسابقات اتحادیه فوتبال گوام ایجاد شد. اعتقاد بر این بود که این رقابت باعث ایجاد علاقه مجدد به فوتبال و لیگ این جزیره می‌شود و در عین حال پیوند بین دو جزیره را افزایش می‌دهد. در اولین دوره مسابقات، تیم تازه تأسیس وینگز نماینده گوام بود در حالی که ایلون تایگر نماینده سایپن بود. ایلون تایگر در نهایت با گل‌های تاناپون اونسا و سانجون تنوریو مسابقه را با نتیجه ۲–۱ به نفع خود به پایان رساند. ایوان تچوگو برای وینگز گلزنی کرد.

## آمار و نتایج

### مسابقات
| تاریخ          | تیم میزبان  | نتیجه | تیم مهمان | ورزشگاه               | مکان            | منبع  |
| -------------- | ----------- | ----- | --------- | --------------------- | --------------- | ----- |
| ۱۶ دسامبر ۲۰۲۳ | ایلون تایگر | ۲–۱   | وینگز     | مرکز آموزش فوتبال NMI | کوبلرویل, سایپن | [ ۷ ] |

|  | بردهای جزایر ماریانای شمالی |
|  | بردهای گوآم                 |

### عملکرد باشگاهی
| تیم         | قهرمانی | نایب قهرمانی |
| ----------- | ------- | ------------ |
| ایلون تایگر | ۱       | ۰            |
| وینگز       | ۰       | ۱            |

### عملکرد کشوری
| کشور                 | تعداد |
| -------------------- | ----- |
| جزایر ماریانای شمالی | ۱     |
| گوآم                 | ۰     |